# Hárún ar-Rasíd
Hárún ar-Rasíd (arab betűkkel هارون‌ الرشید – Hārūn ar-Rašīd; Rajj, 763. március 17. vagy 766 februárja – Túsz, 809. március 24.), Abu Abdalláh al-Mahdi kisebbik fia, Músza al-Hádi öccse volt az Abbászida-dinasztia ötödik kalifája (uralkodott 786-tól haláláig). Uralkodói nevének (ar-Rasíd) jelentése: a helyes úton járó, igazhitű. Hárún uralkodása volt a bagdadi székhelyű kalifátus fénykora, ennek köszönhetően vált a kalifa az iszlám történelmének egyik legközismertebb alakjává. Emlékét leginkább Az Ezeregyéjszaka meséi őrizték meg.

## Ifjúsága
Al-Mahdi trónörökös és jemeni felesége, al-Hajzurán kisebbik fia 763-ban született az iráni Rajjban. Nevelését a befolyásos barmakida család sarjára, Jahja ibn Hálid ibn Barmakra bízták, akinek fia, Dzsaafar Hárún tejtestvére volt. Ezt a viszonyt a korban gyakorlatilag valódi rokoni kapcsolatnak tekintették, és Dzsaafar a család bukásáig Hárún legbelső bizalmasa és jó barátja maradt. Apja tizenhét esztendősen, 780-ban állította először a Bizánci Birodalom ellen indított hadjáratok élére, és 782-es támadása fényes sikerrel járt: a muszlimok Thrakészion thema területén megverték a császári erőket, és egészen a Boszporuszig jutottak. VI. Konstantin és Eiréné anyacsászárné kénytelen volt békét kérni, egyúttal sarcfizetést vállaltak.
A fényes diadal következtében adományozta apja Hárúnnak a Rasíd nevet, és az öröklési rendet úgy módosította, hogy bátyját, Múszát követően ő örökölje a trónt. Úgy tűnik, Hajzurán és Mahdi egyaránt Hárúnt tartotta nagyobbra, ami féltékenykedést szült a testvérek között. Músza al-Hádi 785-ös trónra lépését követően be is börtönöztette öccsét, és megpróbálta saját fiát örökösül elismertetni, azonban egy éven belül meghalt. A kiszabaduló Hárún így szerezte meg a kalifátus trónját.

## Kalifátusa

### Belügyek

#### Despotikus hatalom
Al-Hádit minden bizonnyal a Barmakidákkal összefogó Hajzurán gyilkoltatta meg. Hárún anyja 789-es haláláig, az iráni família pedig a híres 802-es leszámolásig nagy befolyással rendelkezett a birodalom ügyeire nézve. Jahját – igaz, hivatalos vezíri kinevezés nélkül – az uralkodó gyakorlatilag teljhatalommal ruházta fel az állami ügyek intézésében, Dzsaafar a legkedveltebb tanácsadója volt, annak fivérét, Fadlot pedig horászáni kormányzóvá nevezték ki. A kalifa 802-ben elégelte meg mindenhatóságukat, és akkor teljesen váratlan módon a család nagy részét, beleértve tejtestvérét is, lemészároltatta.
Ezután a kevésbé erélyes, arab származású al-Fadl ibn ar-Rabí lett udvarának legbefolyásosabb tagja, aki már nem volt az uralkodó vetélytársa a hatalomban. A korlátlan hatalomhoz korlátlan vagyon párosult, ami a temérdek lokális lázadás és belharc ellenére összességében békés birodalom termelt meg töretlenül fejlődő iparával és kereskedelmével. A kalifával gazdagságban sem vehette fel senki a versenyt: mesés, kincsekben dúskáló udvartartása szolgák és más alkalmazottak ezreit foglalkoztatta. Mindennek emlékei – természetesen némileg túlzottan – Az Ezeregyéjszaka meséiben bukkannak fel.

#### Kulturális viszonyok
Hárún ar-Rasíd bőkezűen pártolta a nagyapja, al-Manszúr idején indult fordítómozgalmat, és még katonai vállalkozásairól is igyekezett minél több könyvet zsákmányul ejteni, amelyeket aztán arabra fordíttatott. Emellett ar-Rasíd kalifa kedvelte az énekeseket is, illetve nagylelkű irodalompártoló volt. Udvarában alkotott al-Abbász ibn al-Ahnaf, a szerelmi témájú versek (gazal) egyik úttörője, illetve ő figyelt fel a szabados erkölcsű Abu Nuvászra is, akinek karrierje ekkor ívelt magasba. (Több mesés történet maradt fenn közös éjszakai kóborlásaikról és mulatozásaikról.) Az al-Mahdi udvarában indult Abu l-Atáhija fiának udvarában is az uralkodói kegyeket élvezte, noha rövid időre bebörtönözték, mivel hajdani szerelmes költeményei helyett egy idő után már csak aszketikus témájú verseket (zuhdijja) volt hajlandó alkotni sokat téve ezzel a műfaj elterjedéséért.
A korszakra a nyelvészetben már kiforrott a baszrai és kúfai nyelvészeti iskolák ellentéte. Hárún ez utóbbiak egyik kiemelkedő képviselőjét, Ali ibn Hamza al-Kiszáit tette meg trónörökösei nevelőjévé. Al-Kiszái állítólag Muhammad as-Sajbáni főkádival együtt elkísérte a kalifát egy 805-ös iráni utazására, ahol mindketten elhunytak ar-Rasíd őszinte bánatára, aki állítólag ezzel kapcsolatban azt mondta: „a törvénytudományt és az arab nyelvtudományt Rajjban temettem el.” Al-Kiszái legnagyobb riválisa a baszrai iskolához tartozó perzsa Szíbavajhi, minden idők legjelesebb arab nyelvésze volt, aki állítólag a kalifa udvarában kialakult konfliktusuk következtében halt meg 792-3 körül.

#### Jog- és vallástudományi fejlemények
Hárún ar-Rasíd udvarában továbbra is a hanafita madzhab volt a domináns. Abu Hanífa egyik tanítványa, Abu Júszuf lett az újonnan létrehozott főkádii (kádi l-kudát) méltóság birtokosa. Ez nem valamiféle legfelsőbb fórumot jelentett a többi kádihoz képest, hanem a többi kádi kinevezését felügyelte. Abu Júszuf alkotta meg a korabeli közjogi fejlődés bizonyítékát, A földadó könyvét (Kitáb al-harádzs), melyben tanúbizonyságát adta irányzata pragmatizmusának. Az iskola másik kiemelkedő egyénisége a 798-ban elhunyt Abu Júszufot követő Muhammad as-Sajbáni volt a korszakban. Ugyanekkorra azonban már a Málik ibn Anasznál tanult Muhammad ibn Idrísz as-Sáfii is fellépett, aki középutas megoldást képviselt a málikiták és a hanafiták iskolája között, mind több vallástudóst átcsábítva saját, sáfiita madzhabjába.
A jogtudomány (fikh) mellett az egyéb természetű vallástudományok is fejlődtek. Nagyjából erre az időszakra már kialakult a kalám, a görögöktől örökölt dialektikától áthatott, később általánossá váló teológia. Ezt ekkoriban elsősorban a mutaziliták szektája alkalmazta, amely Hárún utódai körében a bagdadi udvar ideológiájává vált néhány évtizedre.

### Háborúk és külpolitika

#### Lázadások
Amint az korábban megszokott volt, ar-Rasíd uralkodását is végigkísérték a birodalma egész területén jelentkező lázadások. Egy Omajjádok restaurációját célzó felkelés 790–796 között Szíria egy részét tartotta hatalma alatt, amit végül a Barmakida Dzsaafar vert le. A síiták ar-Rasíd idején nem kezdtek komolyabb mozgalmat, de a kalifa bebörtönöztette a Huszajnidák családfőjét, Músza al-Kázim imámot 795-ben. Ő 799-ben fogságban halt meg: gyaníthatóan az uralkodó parancsára megmérgezték.
A korábban is állandóan lázongó háridzsiták a birodalom számos pontján keltek fel több időpontban: Felső-Mezopotámia, azaz a Dzsazíra vidékén 794–796 között, Kurdisztánban 801-ben, Irakban és Szíriában 807-ben. A legkomolyabb háridzsita felkelés Hamza ibn Azaraké volt, amely 795 körül Szisztánban robbant ki, ahonnan egészen Herátig terjedt át. A kalifa ezzel nem is tudott leszámolni, noha mind diplomáciai, mind hadi módszerekkel próbálkozott. Ibn Azarak, aki magát kalifának kiáltotta ki, csak 828-ban szenvedett végleg vereséget. Az észak-afrikai háridzsita fejedelemségek közül a legnagyobbal, az Abd ar-Rahmán ibn Rusztam vezette Taherttel évtizedes ellenségeskedést zártak le ar-Rasíd ifríkijai kormányzói, amikor 787-ben békét kötöttek vele.
Észak-Afrikában az Abbászidák sosem voltak igazán szerencsések, mivel a berber őslakosság ellenséges érzelmei és a birodalmi központ távolsága gyakorlatilag állandó lázongást eredményezett. Ezt súlyosbította, hogy 788-ban a Száhib Fahh lázadásából élve elmenekülő, Alida Idrísz ibn Abdalláh a magribi területeken sikeresen elszakadt a központi kormányzattól. Az állandó konfliktushelyzet rendkívül gazdaságtalanná tette az ifríkijjai tartomány fenntartását, ahol néhány évtizede egyébként is a helyi haderő igyekezett saját jelöltjeit a kormányzói pozícióba juttatni. Mindezt megelégelve Hárún ar-Rasíd 800-ban úgy döntött: leveszi a válláról ezt a terhet. Ibráhím ibn Aglabot örökös helytartóvá nevezte ki a terület élén, ennek fejében évi adót és hűséget várt tőle. Ezzel a központi kincstár hatalmas veszteségtől szabadult meg, és elkerülte, hogy Ifríkijja is ellenséges hatalomként szakadjon el – viszont olyan precedenst teremtett, amely néhány évtized múlva az egész birodalomban éreztette hatását, és végeredményben a kalifátus széteséséhez vezetett.

#### Bizánci háborúk
A 782-es diadal óta nem indult központi hadjárat Anatóliába, noha a portyák rendszeresek voltak. A trónra lépő I. Niképhorosz azonban 802-ben felmondta a sarcfizetést. Hárún kalifa igyekezett minél jobban felkészülni a bosszúra: erre az időre tehető az Szugúr („Fogak”) névvel illetett határvédelmi övezet és a kizárólag ennek ellátására berendezett, belső ún. Avászim („Menedékhelyek”) kialakítása. Ezeket egyetlen feladatnak, a bizánci háborúskodásnak rendelték alá, és jövedelmeiket illetve az itt termelt és szerzett javakat kizárólag erre a célra fordították.
806-ban az abbászida korszak legnagyobb Bizánc-ellenes hadjárata indult meg: a források szerint mintegy 135 000 gyalogos vett részt a támadásokban, egyúttal a flotta is megindult nyugat felé, Ciprusra. Az offenzíva eredményeképpen Hérakleiát, Ankürát és Tüanát is sikerült bevenni, azonban az óriási haderő nem nyomult sokkal beljebb az ellenfél területére. 807-ben 30 000 horászánit menesztett portyára a Hadaszból parancsokat osztogató ar-Rasíd. Ilyen körülmények között ismét megalázó feltételek mellett (a sarc mellett 3-3 arany fejadóval a császár és fia nevében) kellett adót fizetniük a bizánciaknak.
Szemmel látható, hogy a kalifa a legnagyobb támadása során sem törekedett arra, hogy végleg térdre kényszerítse az ellenállásra láthatóan nagy nehézségek árán képes ellenfelét. Ennek magyarázata valószínűleg az, hogy ar-Rasíd már elsősorban presztízsokokból hadakozott Bizánccal, immár komoly hódító szándékok nélkül. Az is jellemző, hogy a kalifák ebben az időszakban már kizárólag a Bizánc, a régi főellenség elleni háborúkban vettek részt személyesen. Ezeknek a hadjáratoknak az volt a legfontosabb szerepük, hogy megerősítsék azt a képet, miszerint az iszlám világ feje feladatát teljesítve vezeti az ősi ellenséggel szemben alattvalóit. A kalifák itt vállalt szerepe tehát leginkább a mekkai zarándoklat vezetésének funkciójával vethető össze.

#### A frank kapcsolat
Érdemes megemlíteni, hogy ugyanerre az időre esik Nagy Károly és a kalifa csak nyugati krónikákból ismert diplomáciai kapcsolatfelvétele. Eszerint 797-ben és 807-ben frank követek jártak a kalifánál, aki 801-ben egy elefántot küldött ajándékba a nyugati császárnak. Elképzelhető, hogy ezekre az érintkezésekre a Szentföld miatt került sor, hiszen tudjuk, hogy Nagy Károly ispotályt és könyvtárat is alapított ott a zarándokok számára – mindemellett az arab kútfők nem tudnak arról, hogy a távoli nagyhatalom követei jártak volna Bagdadban.

## Halála és örökösödése
Ar-Rasíd kalifa 809-ben halt meg Tusz városában, egy iráni utazása során, egy váratlan betegség következtében. A kalifa már halála előtt rendelkezett a trónöröklés rendjéről. Ar-Rasídnak legalább három fia született, akik mind már az ő életében egy-egy tartomány irányítását kapták feladatul. Az uralkodó a másodszülött, Zubajda abbászida hercegnőtől származó Muhammad al-Amínt jelölte ki örököséül, akinek az arab tartományokat adta igazgatásra. Legidősebb fia, Abdalláh al-Mamún, aki egy perzsa rabnő gyermeke volt, Horászán emírje lett, és ar-Rasíd halála után birodalomfelét önállóan irányíthatta; egy harmadik fiú, a török rabnőtől származó Muhammad al-Mutaszim pedig a bizánci határövezet helytartója lett. Hárún fiai ebben a sorrendben később mind meg is szerezték a kalifátust, bár az, hogy ez bekövetkezhetett, a birodalmat megrendítő polgárháború eredménye volt.

## Emlékezete
Hárún ar-Rasíd időszaka alattvalói emlékezetében is a legjobbak közé tartozott (noha a síiták természetesen elítélik az Alidák üldözése miatt). Ezt a képet a halála után kitörő polgárháború, illetve utódai agresszív valláspolitikája is felerősíthette. Emlékét leginkább Az Ezeregyéjszaka meséi őrizték meg, melyek több történetet közölnek fényes udvaráról, illetve az alattvalói körébe titokban, álruhában ellátogató kalifáról – sajátos módon röviddel ezután a bizánci Theophiloszról terjedtek el hasonló történetek. Mindez a keleti kultúrkörrel 18-19. században megismerkedő nyugati világra is nagy hatással volt, ami számos alkotáson tükröződik. Henry Wadsworth Longfellow és William Butler Yeats egyaránt írt verset a kalifáról, aki James Joyce Ulyssesében is felbukkan, mint Stephen Dedalus álmának egyik főszereplője.
Bagdad belvárosának központi üzletutcája a Rasíd utca (Szára ar-Rasíd).